# Olbasa
Olbasa (en grec antic Ὄλβασα) era una ciutat de la Cilicia Aspera i després va formar part d'Isàuria. Est trobava al peu de les muntanyes del Taure a la vora d'un rierol afluent del Calicadnos. Estrabó menciona una ciutat que es diu Olbe, probablement la mateixa, però en un altre passatge diu que Olbasa podria haver canviat el seu nom per Claudiòpolis en un període posterior.
Segons la tradició la ciutat l'havia fundat Àiax, un fill de Teucre. Tenia un temple de Zeus, i el sacerdot d'aquest temple governava tota la Cilicia Aspera, diu Estrabó. En èpoques posteriors va passar a dependre d'Isàuria i tenia un bisbe. Es conserven monedes de dos d'aquests sacerdots-reis. Esteve de Bizanci anomena Olbia (Ὀλβία) a la ciutat.